# North Perry (Ohio)
North Perry es una villa ubicada en el condado de Lake en el estado estadounidense de Ohio. En el Censo de 2010 tenía una población de 893 habitantes y una densidad poblacional de 89,16 personas por km².

## Geografía
North Perry se encuentra ubicada en las coordenadas 41°48′1″N 81°7′27″O / 41.80028, -81.12417. Según la Oficina del Censo de los Estados Unidos, North Perry tiene una superficie total de 10.02 km², de la cual 10.02 km² corresponden a tierra firme y (0%) 0 km² es agua.

## Demografía
Según el censo de 2010, había 893 personas residiendo en North Perry. La densidad de población era de 89,16 hab./km². De los 893 habitantes, North Perry estaba compuesto por el 99.33% blancos, el 0% eran afroamericanos, el 0% eran amerindios, el 0.22% eran asiáticos, el 0.11% eran isleños del Pacífico, el 0% eran de otras razas y el 0.34% pertenecían a dos o más razas. Del total de la población el 0.56% eran hispanos o latinos de cualquier raza.